# Свети Павел и Свети Алипий (Анталия)
„Свети Павел и Свети Алипий Стълпник“ (на гръцки: Ἱερός Ναός Ἁγίου Παύλου & Ἁγίου Αλυπίου Ατταλείας; на турски: Rum Ortodoks Aziz Paul & Aziz Alypius Kilisesi Kilisesi, Yenikapı Rum Kilisesi; на руски: Храм апостола Павла и Алипия Столпника) е православна църква в град Анталия, Турция, енорийски храм на Писидийската епархия на Вселенската патриаршия. Заедно с църквите „Свети Георги“ и „Света Богородица Писидийска“ в Алания е един от трите действащи храма на епархията.

## Местоположение
Храмът е разположен в Стария град (Калейчи, Кълъчарслан), южно от Коркут джамия и Султан Аладин джамия.

## Описание
Църквата е малка каменна постройка с покрив на три води. Разполага с малък двор с помощни постройки.

## История
Според ктиторския надпис храмът е построен за сметка на братовчедите хаджи Евстратий Даниилидис и хаджи Ефрем Даниилидис - видни местни първенци и благодетели на града. От същия надпис се разбира, че основният камък на храма е положен на 1 август 1843 година, а изграждането му е завършено в гръцката махала Калицаслан на 6 май 1844 година. Посветен е на Свети Алипий Стълпник. Най-вероятно това е бил домашният храм на голямото семейство Даниилидис.
След разгрома на Гърция в Гръцко-турската война в 1922 година и прогонванетона православното гръцко население, храмът става собственост на частно лице. Сградата на храма е не е поддържана в продължение на 85 години. Използва се като склад, а около 1990 година е запусната окончателно.
С увеличаването на православното население на града към началото на XXI век - предимно от руснаци, украинци и други православни от страните на бившия Съветски съюз, закупили собственост в Анталия - се появява нужда от функциониращ православен храм. През 2006 година повече от 300 подписа са събрани и предадени на патриарх Вартоломей I Константинополски с искане за откриване на руска православна църква в Анталия. Тази тема е обсъдена специално на срещата на патриарх Вартоломей и патриарх Алексий II Московски в Истанбул през 2007 година. Решено е това да е църквата „Свети Алипий“. Тъй като в Анталия няма храм, посветен на Апостол Павел, а той проповядва в града при първата си апостолска обиколка, е решено храмът да бъде посветен и на него. С разрешение и под надзора на Археологическото управление на Анталия, започват работи по укрепването на стените, фундамента и поставяне на прозорци, стълбища и подови настилки. След прехвърлянето на собствеността на сградата обратно на Вселенската патриаршия, сградата е оборудвана с дърворезбовани мебели, правени в Корея, икони, свещени съдове, свещници. Ремонтът приключва през април 2011 година. Църквата е отваря врати в 2010 година и е осветена наново на 5 септември 2011 година от митрополит Сотирий Писидийски. В храма се служи на църковнославянски език.
На 21 юли 2019 година в църквата „Свети Павел и Свети Алипий“ патриарх Вартоломей I ръкополага за евдоксиадски епископ Амвросий и го назначава за викарий на Писидийската митрополия. Амвросий е наместник на храма „Свети Алипий Стълпник и Свети Павел“. В словото си при ръкополагането патриарх Вартоломей пожелава да се върнат любовта и мира в отношенията с Руската църква.